# سورتمه لنگرود

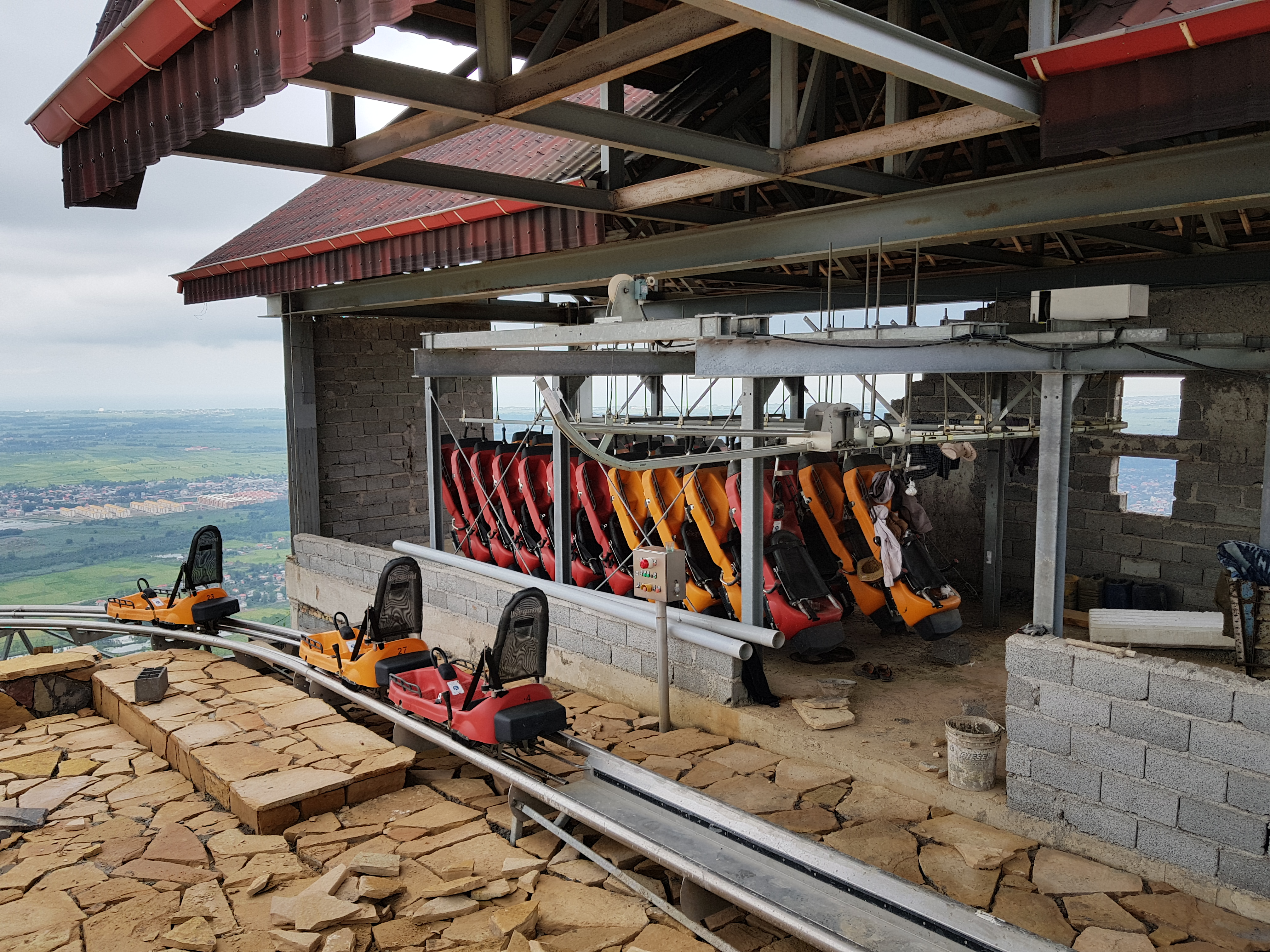
ایستگاه سوار شدن سورتمه

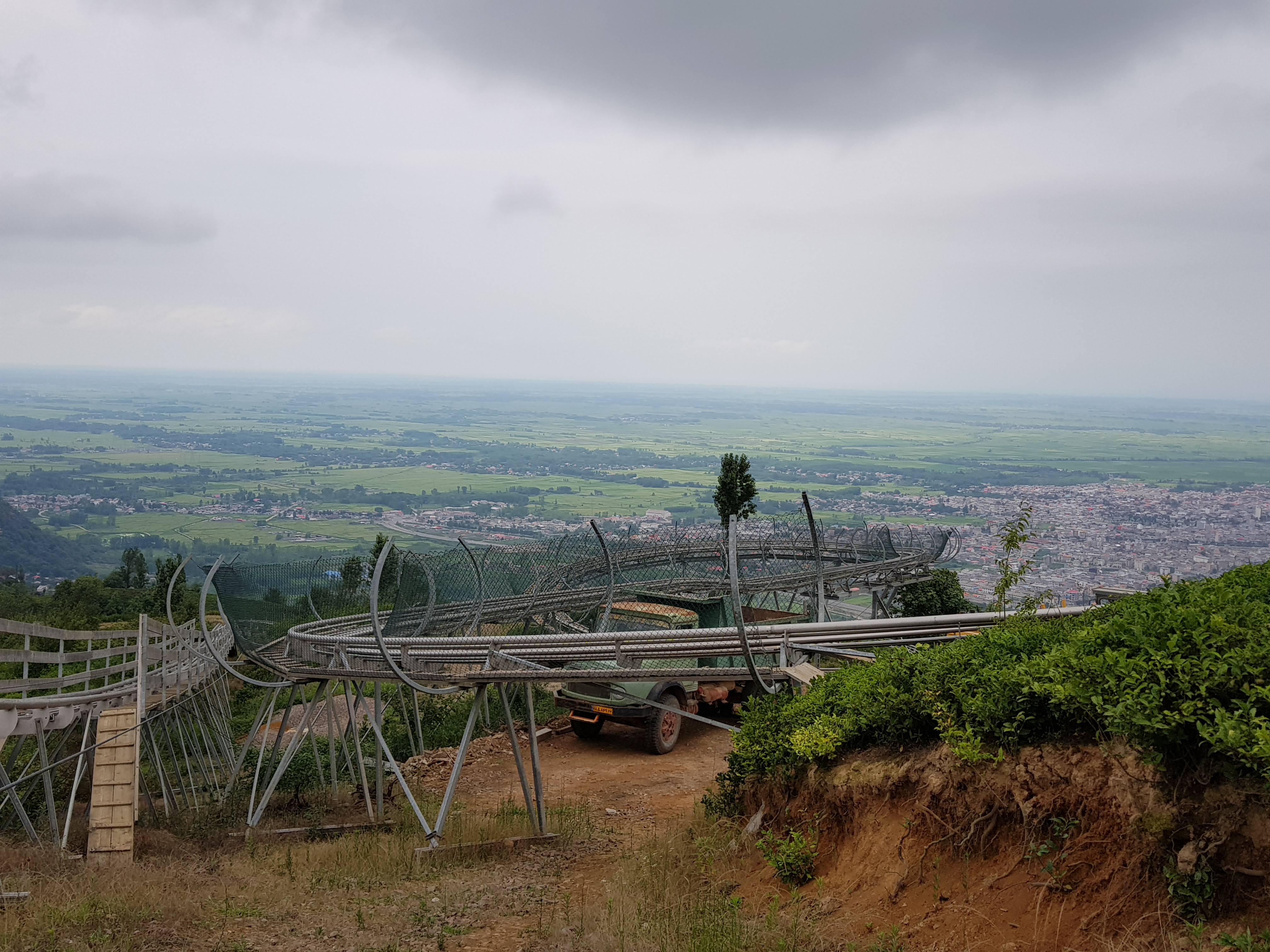
سورتمه لنگرود

سورتمه لنگرود در منطقه گردشگری آبچالکی و لیلاکوه احداث شده و طول مسیر این سورتمه ۱۲۰۰ متر است.
منظره این سورتمه از بالا به شهرهای لنگرود، املش، رودسر، رحیم آباد، شلمان و چمخاله مشرف است.
عملیات احداث این سورتمه از ۸ سال پیش آغاز اما به دلیل پرونده قضایی افتتاح آن بارها به تأخیر افتاد.

تصویر هوایی سورتمه لنگرود

البته این سورتمه بارها توسط لاهوتی نماینده لنگرود در مجلس شورای اسلامی افتتاح شده‌است.
این مجموعه گردشگری شامل پروژه تله‌کابین نیز می‌باشد و عملیات احداث آن هم آغاز شده‌است.
مکان این مجموعه فرهنگی-گردشگری در نقشه گوگل را از اینجا مشاهده کنید